# Pleuroptya ferrugalis
Pleuroptya ferrugalis là một loài bướm đêm trong họ Crambidae.